# 프레드 버거
프레드 버거(영어: Fred Berger, 1981년 5월 10일 ~ )는 미국의 영화 프로듀서로, 아카데미상 후보작 영화 《라라랜드》(2016)를 제작하였다.

## 출연 작품
- 그레텔과 헨젤 (2020)
- 허니 보이 (2018)
- 더 울프 아워 (2018)
- 엘리자베스 하베스트 (2018)
- 아이 씽 위아 어론 나우 (2018)
- 두 여자 (2018)
- 디스트로이어 (2018)
- 틴 스피릿 (2018)
- 우리 사이의 거대한 산 (2017)
- 더 타이탄 (2017)
- 제인 도 (2016)
- 라라랜드 (2016)
- 로드, 무비 (2009)
- 챈스 일병의 귀환 (2009)
- 노 타임 포 플라워스 (1952)